# Royal Canberra Show
Die Royal Canberra Show ist eine von der Royal National Capital Agricultural Society (RNCAS) durchgeführte Landwirtschaftsmesse in der australischen Hauptstadt Canberra. Zwar steht die Landwirtschaft im Vordergrund, doch über die Jahre sind weitere Elemente hinzugekommen, vor allem im Bereich der Unterhaltung.
Der Ursprung der Messe geht auf das Jahr 1908 zurück, als die Ginninderra Farmers' Union erstmals eine kleine Messe durchführte. Im Jahr 1915 fand diese nach Auflösung dieser Bauernvereinigung zum letzten Mal statt. 1924 und 1925 organisierte die Advance Hall and District Association zwei weitere Messen. Die Veranstaltung von 1927 gilt als die erste „offizielle“ Messe der RNCAS. Ab 1931 dauerte sie zwei Tage.
1963 fand die Messe zum letzten Mal im alten Hall Showground statt. 1964 wurde das neue 40 Hektar große Gelände bezogen, die Canberra Showgrounds. Ab 1972 dauerte die Veranstaltung bereits drei Tage. 1973 fand zum ersten Mal in Canberra die australische Schafschermeisterschaft statt. 1975 gab es erstmals über 100.000 Besucher. 1978 wurde Kanada als erstes Gastland eingeladen. Mit der Bezeichnung „Royal“ erhielt die Messe 1979 die höchstmögliche Anerkennung. Mittlerweile nähert sich die Besucherzahl der Marke von 200.000.